# Astellas Pharma
Astellas Pharma (アステラス製薬株式会社 Asuterasu Seiyaku Kabushiki-gaisha) är ett japanskt läkemedelsföretag, som bildades 2005 genom en sammanslagning av Yamanouchi Pharmaceutical och Fujisawa Pharmaceutical. Det arbetar främst inom urologi, immunologi, transplantologi, dermatologi, kardiologi och infektionssjukdomar. 
Astellas har sitt huvudkontor i Tokyo och har forskningscentra i Tsukuba och Osaka.

## Historik
Det Osaka-baserade Fujisawa Shoten Company grundades av Tomokichi Fujisawa 1894 och bytte namn till Fujisawa Pharmaceutical 1943. År 1923 grundade Kenji Yamauchi Yamanouchi Yakuhin Shokai Company i Osaka. 1942 flyttade Yamanouchi-kontoret till Tokyo. Båda företagen började expandera ungefär samma tid och öppnade kontor i USA och Europa i början av 1960-talet, respektive 1970-talet. 

## Produkter
- Prograf (takrolimus) - hindrar kroppen från att stöta bort ett transplanterat organ
- Protopic (takrolimus salva) - eksem
- Amevive (alefacept) - plackpsoriasis
- Vesicare (solifenacin succinat) - överaktiv blåsa
- Flomax (tamsulosin hydroklorid) - godartad prostataförstoring
- Vaprisol (conivaptan) - hyponatremi
- AmBisome (amfotericin B) - mot svampinfektion
- Mycamine (micafungin) - mot svampinfektion
- Vibativ (telavancin) - antibiotika

## Köp av Ganymed Pharmaceuticals
Astellas Pharma köpte 2016 det tyska läkemedelsutvecklingsföretaget Ganymed Pharmaceuticals, som 
utvecklar antikroppar mot cancerföretaget och som hade grundats 2001 av paret Uğur Şahin och Özlem Türeci.